# (32694) 4408 T-1
4408 T-1 (asteroide 32694) é um asteroide da cintura principal. Possui uma excentricidade de 0.19688340 e uma inclinação de 4.59245º.
Este asteroide foi descoberto no dia 26 de março de 1971 por Cornelis Johannes van Houten e Ingrid van Houten-Groeneveld e Tom Gehrels em Palomar.